# Wakefield (comté de Fairfax, Virginie)
Pour les articles homonymes, voir Wakefield (homonymie).
Wakefield est une census-designated place américaine située dans le comté de Fairfax en Virginie.

## Géographie
D'après le Bureau du recensement, Wakefield CDP s'étend en 2010 sur une superficie de 3,80 milles carrés (9,84 km2) dont 0,03 mille carré (0,08 km2) d'étendues d'eau.

## Histoire
Avant 2010, Wakefield faisait partie de la CDP d'Annandale.
La localité doit son nom à la chapelle Wakefield[réf. nécessaire], construite en 1899 dans un style gothique et gérée par l'autorité des parcs du comté de Fairfax

## Démographie
Selon le recensement de 2010, Wakefield compte 11 275 habitants. 
| Groupe                           | Wakefield | Virginie | États-Unis |
| -------------------------------- | --------- | -------- | ---------- |
| Blancs                           | 75,4      | 70,0     | 76,9       |
| Afro-Américains                  | 3,2       | 19,8     | 13,3       |
| Amérindiens                      | 0,1       | 0,5      | 1,3        |
| Asiatiques                       | 18,0      | 6,6      | 5,7        |
| Métis                            | 2,4       | 2,9      | 2,6        |
|                                  |           |          |            |
| Hispaniques et Latino-Américains | 11,2      | 9,1      | 17,8       |

Le revenu par habitant était en moyenne de 52 891 dollars par an entre 2012 et 2016, largement supérieur à la moyenne de la Virginie (34 967 dollars) et à la moyenne nationale (29 829 dollars). Sur cette même période, seuls 2,5 % des habitants de Wakefield vivaient sous le seuil de pauvreté (contre 11,0 % dans l'État et 12,7 % à l'échelle des États-Unis).